# Joven con libro
El Retrato de joven con libro es una pintura al óleo sobre tabla de 34,5 x 27,5 cm de Lorenzo Lotto, de 1526 aproximadamente y conservada en la Pinacoteca del Castillo Sforzesco de Milán. 

## Historia
La obra se conoce desde 1876 cuando llegó, por medio de un legado, a las colecciones cívicas del Castillo, con atribución desconocida. Los estudiosos, basándose en consideraciones estilísticas, la asignaron a Lotto, con una aceptación unánime. 
La datación se sitúa generalmente entre finales del periodo de Bérgamo y los primeros años venecianos, entre 1524 y 1527, con mayor probabilidad hacia 1526.

## Descripción y estilo
Sobre el fondo de una cortina verde, con profundas zonas de sombra, el joven protagonista, con el busto de perfil y ligeramente inclinado hacia delante, gira la cabeza hacia el espectador dirigiéndole una intensa mirada de tres cuartos. El encuadre es muy cercano, aumentando la sensación de inmediatez, intimidad y complejidad psicológica. La luz está sabiamente modulada, dando protagonismo al rostro, en parte en sombra debido a la gorra plana con cadenas doradas, y a las manos, una con guante y la otra desnuda, que sujetan un libro. Muy elegante y refinado es el atuendo gris con bandas negras de terciopelo acolchado, bajo el que asoman los puños y cuello bordados de la camisa blanca, así como un cordón negro y dorado.
La composición está construida sobre líneas diagonales, que crean una sensación de suspensión y tensión, como sugiere también el gesto de las manos que parecen acabar de cerrar el libro. En algunos puntos la pincelada alcanza una extraordinaria libertad, muy moderna.
La obra se diferencia de los modelos venecianos de aquellos años, como los reflejos melancólicos de Giorgione o la idealización clásica de Tiziano, teniendo como referencia más bien el realismo de los artistas bergamascos como Andrea Previtali y Bernardino Licinio.